# Bảo tàng Vùng Karlino ở Karlino
Bảo tàng Vùng Karlino ở Karlino (tiếng Ba Lan: Muzeum Ziemi Karlińskiej w Karlinie) là một bảo tàng nằm ở gác mái (tầng ba) của tòa nhà được xây dựng vào năm 1905, tọa lạc tại số 17 Phố Szymanowskiego, Karlino, Ba Lan.

## Lịch sử
Bảo tàng Vùng Karlino ở Karlino được thành lập vào năm 2010. Các bộ sưu tập của Bảo tàng đã được thu thập trước đó. Trước đây, tòa nhà nơi hiện tại đặt Bảo tàng từng là trụ sở của Hiệp hội các thị trấn và xã thuộc lưu vực sông Parsęta, đồn cảnh sát, lực lượng bảo vệ thành phố và điểm thông tin du lịch. Tòa nhà này đã được cải tạo theo Chương trình hoạt động khu vực của tỉnh Zachodniopomorskie.

## Triển lãm
Bộ sưu tập của Bảo tàng Vùng Karlino ở Karlino hiện đang bao gồm một triển lãm thường trực trưng bày các hiện vật và kỷ vật có liên quan đến lịch sử của thị trấn vào cuối thế kỷ 19 và đầu thế kỷ 20, bao gồm: những hình ảnh cũ của thị trấn, những tấm bưu thiếp, và các thứ khác. Trong số các bộ sưu tập sau Chiến tranh thế giới thứ hai, các vật triển lãm tiêu biểu là trang thiết bị của hiệu thuốc cũ hoạt động trong thập niên 1950 và 1960, và những kỷ vật liên quan đến vụ phun trào dầu xảy ra vào năm 1980.

## Giờ mở cửa
Bảo tàng Vùng Karlino ở Karlino hoạt động quanh năm, mở cửa từ thứ Ba đến thứ Bảy.